# أور زبابا
أور زبابا هو ثاني ملوك سلالة كيش الرابعة في بلاد سومر , وتقول النقوش الأثرية أن سرجون الأكدي كان ساقي أور زبابا في فترة شبابه وذلك قبل تأسيسه للإمبراطورية الأكدية  وحسب قائمة الملوك السومريين هو ابن بوزور سوين لكن لا يعرف من هي والدته وهو حفيد الملكة الشهيرة كوبابا خلفه زيمودار بعده .